# Torbjörn Blomdahl
Torbjörn Blomdahl   (Göteborg, 26 d'octubre de 1962) fou un jugador professional suec de billar a tres bandes.
La seva primera aparició en el context del billar internacional fou al Campionat d'Europa de Copenhaguen l'any 1984. Va ser set cops campió del món de billar a tres bandes els anys 1987, 1988, 1991, 1992, 1997, 2015 i 2019. També guanyà vuit cops la Copa del Món (1994, 1995, 1996, 1998, 2001, 2007, 2011, 2013) i esdevingué deu cops campió d'Europa (1985, 1986, 1988, 1990, 1991, 1998, 2001, 2005, 2015, 2024). Altres tornejos menors foren el Carom Café International Tournament de 2004 i el primer Sang Lee International Open de 2005.